# 黃昏鳥屬
黃昏鳥（學名Hesperornis）是生活於白堊紀（桑托階－坎帕階）已經滅絕，而且具有牙齒的鳥類，主要生活在北半球的海域與近海地區，以魚類及其他海洋生物為主食。
雖然有一些體型較小的種類可能具有飛行能力，但是其他大部分的種類是不具有飛行能力的，因為牠們的翅膀已經退化了。一些學者認為黃昏鳥類必須滑動腹部才能在陸地上移動，在岸上的行動顯得笨拙，而且因為腳呈現槳狀，適合游泳與潛水，所以推測在大部分的時間裡，牠們很有可能是生活在水中的。

## 描述

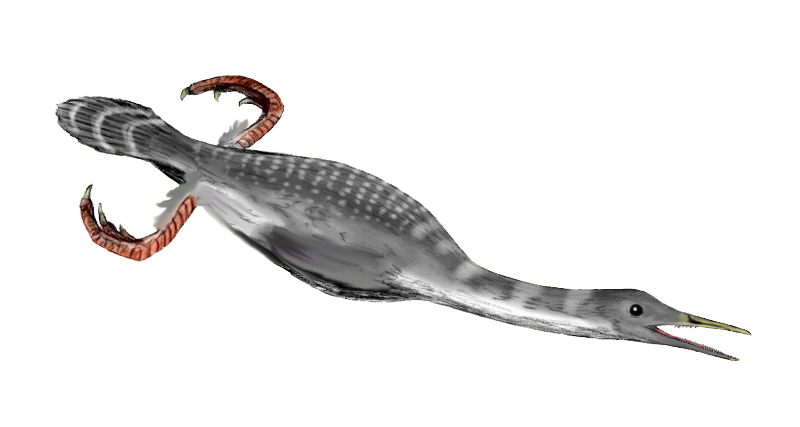
黃昏鳥復原圖（Nobu Tamura, 2011.）

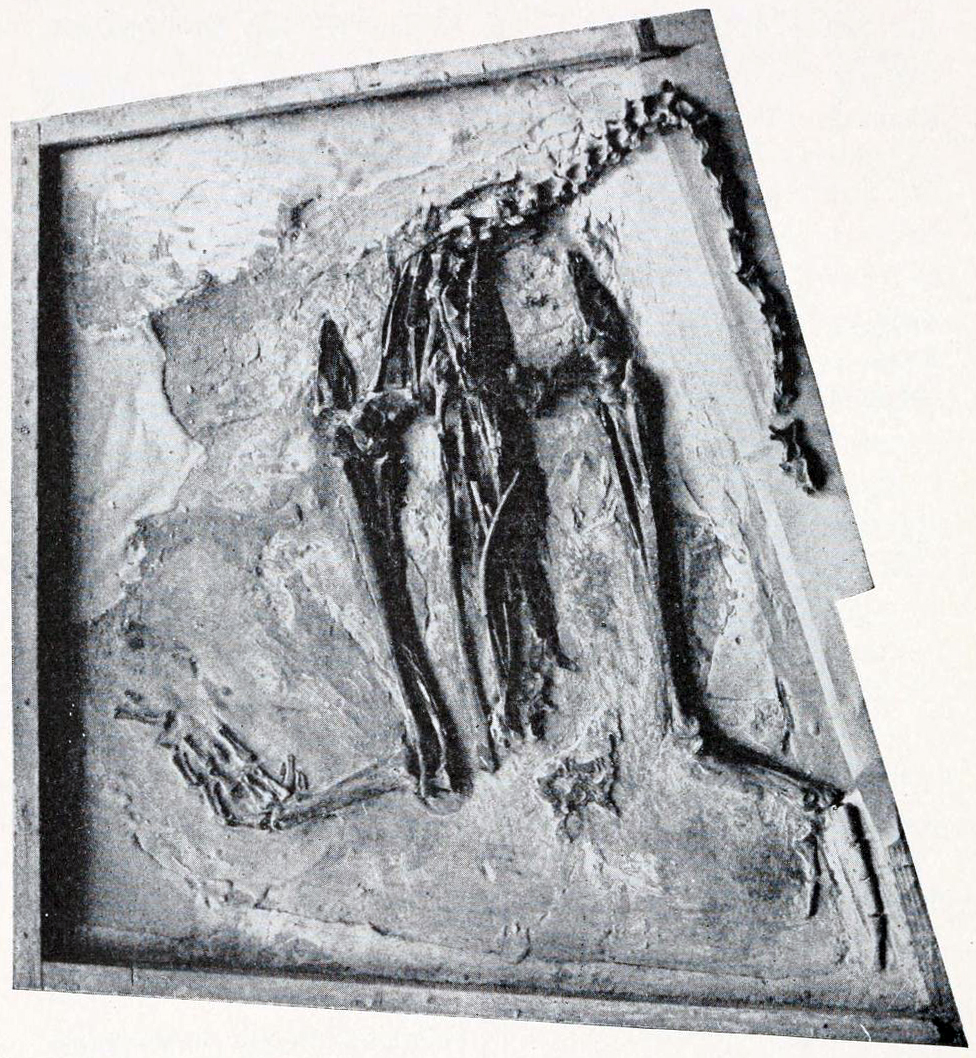
帝王黃昏鳥（H. regalis）的化石，保存於美國自然史博物館。

黃昏鳥為大型鳥類，體長可達1.8（5.9英尺）。翅膀幾乎退化，依靠強力的後肢游泳。黃昏鳥的腳不帶蹼，而是呈現槳狀，和現存鷿鷈類似，適合在水中潛泳。
和其他中生代鳥類（例如：魚鳥）一樣，黃昏鳥有喙也具有牙齒，用以咬住固定獵物。黃昏鳥的牙齒生長在上、下頜骨的縱向凹槽中，不具有獨立的齒槽，和其他所知的鳥類（包含獸腳類恐龍）的牙齒生長模式不同，但卻和滄龍十分類似，屬於趨同進化。黃昏鳥的牙齒分布在整個下頜骨與上頜骨後半部，前上頜骨與前齒骨不帶齒，為其嘴喙。嘴喙堅硬帶有角蛋白，和現存鳥類相同。黃昏鳥的上顎帶有凹槽，在上下頜閉合時可收合下顎牙齒。另外，黃昏鳥的下頜骨擁有和海王龍類似的可活動雙重關節，有助於將獵物完整吞下肚。

## 發現歷史

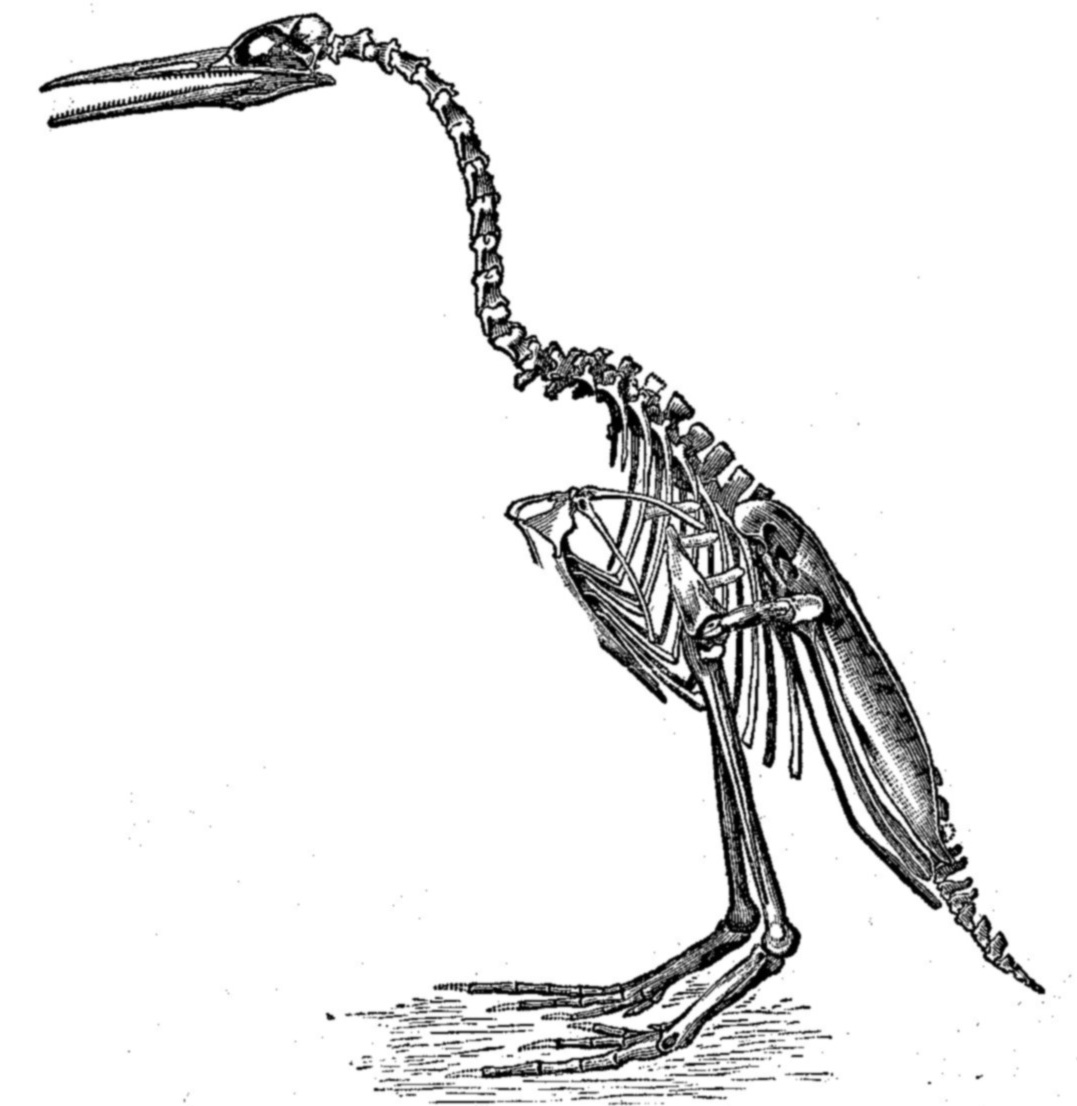
馬什於1880年所復原的H. regalis骨架，不過實際上黃昏鳥並無法如此直立。

最早的黃昏鳥化石在1871年由奧塞內爾·查利斯·馬什與十位學生於美國堪薩斯州發現。當時發現到的化石可以明顯看出為一種巨型鳥類，翅膀退化但具有強壯的後腳，卻缺乏頭顱，馬什推斷黃昏鳥為一種擅於潛水的鳥類馬什將發掘到的新物種命名為「Hesperornis regalis」，意思為「帝王西方鳥」。
在隔了一年後，馬什重新組織了考古團隊再次回到堪薩斯州，這次由馬什的學生Thomas H. Russell發現到了接近完整的黃昏鳥化石。這具樣本上完整地保留了黃昏鳥的頭部，讓馬什驚訝的是，黃昏鳥的口中上下均具有牙齒。在1873年，馬什表示這些化石的發現，模糊了分隔鳥類與爬蟲類的界線。然而之後不久，部分挖掘到的化石樣本卻流到了愛德華·德林克·科普手上，成為引發「化石戰爭」的導火線。

## 大眾文化
- 出現在BBC的電視節目《海底霸王》（Sea Monsters）第3集，在七大危險之洋中的最危險海洋白堊紀海岸出現。
- 出現在《重返侏儸紀》的第1季第3集中，從奇異點穿越至住宅地下室，襲擊前往勘查的屋主。
- 在沙盒動作冒險遊戲《方舟：生存進化》中，玩家可以捕捉並馴服黃昏鳥。

## 外部連結
- 黃昏鳥的頭顱骨 （页面存档备份，存于）
- 黃昏鳥的化石樣本 （页面存档备份，存于）